# Jubelpredigt
Eine Jubelpredigt ist die meist in einer Kirche anlässlich eines Jubiläums gehaltene Predigt durch einen Geistlichen.
Die Jubelpredigt bezieht sich nicht ausschließlich auf ein historisches Ereignis einer kirchlichen Gemeinde oder auf kirchengeschichtliche Ereignisse, sondern kann auch andere Jubiläen würdigen. Z. B. hielt Levin Pouchenius, Professor der Theologie und Oberhofprediger in Königsberg, 1645 die Jubelpredigt anlässlich der Säkularfeier der Königsberger Universität. Sie kann sich auch auf die Gründung von Gemeinden überhaupt beziehen wie Rakwitz im heutigen Polen, eine Stadt, die 1662 gegründet wurde und mit der Gründung der dortigen Pfarrei zusammenfällt. Am 16. Mai 1762 hielt der dortige Pfarrer Johann Christian Krumbholtz die Jubelpredigt, die in Züllichau im Druck erschien. Auch zu Regierungsjubiläen wurden Predigten gehalten.
Heute findet der Begriff Jubelpredigt nur noch selten Verwendung. Er wird in der Regel durch die Bezeichnung Festpredigt ersetzt.